# Федосеевка (Белгородская область)
Федосеевка — село в Старооскольском районе Белгородской области, административный центр Федосеевского сельсовета.

## География
Федосеевка расположена в центральной части России, на южных склонах Среднерусской возвышенности. Оно является северной окраиной Белгородской области, северо-восточной окраиной города Старый Оскол. С востока на запад село тянется вдоль междугородней автострады, с севера на юг — вдоль реки Оскол. Расстояние до Старого Оскола составляет 7 км.

## История

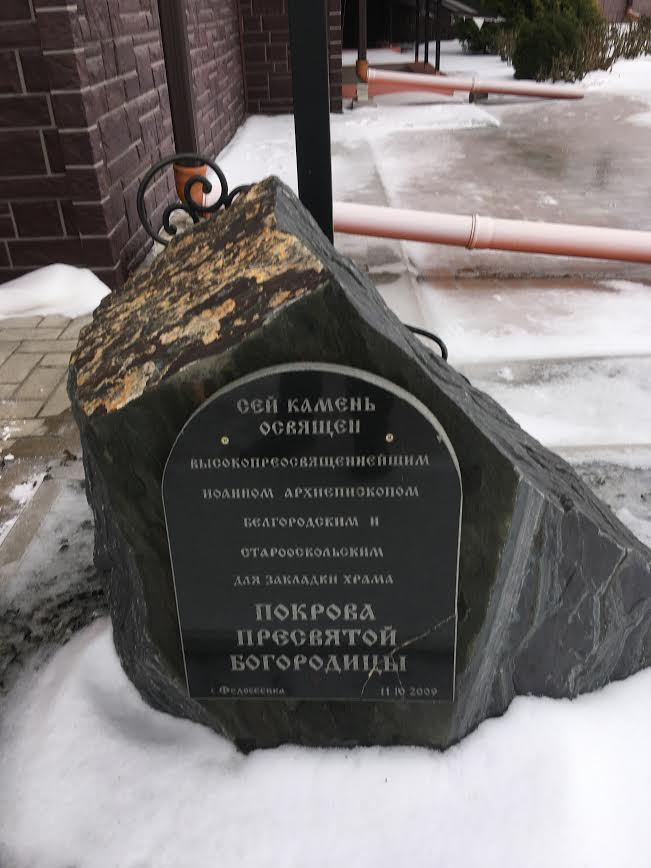
Закладной камень на территории Храма Покрова Пресвятой Богородицы

Свое название село получило по имени сына боярского Федосея Никодимовича Малыхина, и в течение второй половины XVII века именовалось «Федосеевское поместье Ездочной слободы».
В XIX веке входило в Старооскольский уезд Курской губернии.
Советская власть в Федосеевке была установлена в декабре 1917 года. Летом 1918 года начали организовывать комитеты деревенской бедноты (комбеды). В 1929 году на территории Федосеевкого сельского Совета начали организовывать колхозы. В 1929—1932 годах было обобществлено 125 лошадей и 15 быков. Земельная площадь составила 1500 га.
С июля 1928 года Федосеевка стала центром Федосеевского сельсовета только что образованного Старооскольского района.
Летом 1942 года Федосеевка подверглась оккупации, а 27 января 1943 года сёла Каплино и Федосеевка были освобождены от немецко-фашистских захватчиков. Освобождая село, погибли 150 человек из 2-х дивизий.
После войны началось восстановление разрушенного хозяйства. В 1950 году по решению ЦК КПСС было проведено укрупнение колхозов. В селе Федосеевка был образован один колхоз «Завет Ильича». В 1970 году колхоз «Завет Ильича» был переименован в совхоз «Старооскольский».
В 1950-е годы Федосеевка входила в Каплинский сельсовет; в 1970-е снова была центром Федосеевского сельсовета, куда также входили 5 сел, хутор Липяги и посёлок Набокино.
Дальнейшее развитие села связано с образованием Старооскольского водохранилища, которое которое было построено для нужд Лебединского ГОКа. До 1974 года на месте водохранилища были расположены сёла Жуково, Красные Кусты, Луги. В 1974 году эти сёла были снесены, а их жители переселены в Федосеевку. Для жителей этих сёл были построены новые дома, количество населения в Федосеевке увеличилось.
В 1974 году в селе Федосеевка был построен детский сад, в его строительстве принимала участие советско-болгарская бригада. Финансировал стройку Лебединский ГОК. В 1982 году в селе Федосеевка была построена музыкальная школа.
С 1997 года Федосеевка — центр Федосеевского сельского округа (2 села, хутор и поселок) Старооскольского района Белгородской области.
11 октября 2009 года архиепископ Белгородский и Старооскольский Иоанн освятил закладной камень в честь будущего храма в честь Покрова Пресвятой Богородицы. Инициатором строительства выступил известный староосколец, спортсмен Федор Емельяненко. 11 октября 2012 года, в преддверии большого церковного праздника Покрова Пресвятой Богородицы, митрополит Белгородский и Старооскольский Иоанн совершил освящение Покровского храма в Федосеевке.

## Население
| 2002 | 2010  |
| ---- | ----- |
| 2350 | ↗2766 |